# Anderson Barn
Pour les articles homonymes, voir Anderson.
L'Anderson Barn est une grange de Johnstown, dans le comté de Weld, dans le Colorado, aux États-Unis. Construite en 1913, elle est inscrite au Registre national des lieux historiques depuis le 6 octobre 2004.